# Vauxhall Belmont
Vauxhall Belmont var en personbilsmodel fra den britiske bilfabrikant Vauxhall. Den blev bygget mellem 1985 og 1991 og var en sedanudgave af Vauxhall Astra. Gennem et enestående navn vil man placere bilen over Astra og orientere sig mod hovedkonkurrenten Ford, som også havde positioneret sin konkurrent Orion over Ford Escort.
Da slægtskabet med Astra var tydeligt, og begge modeller udenfor Storbritannien blev solgt som Opel Kadett, valgte man ved modelskiftet i 1991 også i England at forene modelnavnene og kalde begge modeller Astra.